# 14449 Myogizinzya
14449 Myogizinzya este un asteroid din centura principală de asteroizi.

## Descriere
14449 Myogizinzya este un asteroid din centura principală de asteroizi. A fost descoperit pe 16 noiembrie 1992 la Kitami de Kin Endate și Kazuro Watanabe. Asteroidul prezintă o orbită caracterizată de o semiaxă mare de 2,29 ua, o excentricitate de 0,20 și o înclinație de 4,9° în raport cu ecliptica.